# 로시야 (장갑순양함)
로시야(Rossia, 러시아어: Россия)는 1890년대에 건조된 러시아 제국 해군의 장갑순양함이다. 이 순양함은 통상파괴로 설계되어, 1904년에서 5년 사이의 러일 전쟁에서 그 역할을 수행했다. 전쟁이 일어났을 때 로시야는 블라디보스톡을 근거지로 하여 전쟁의 초반에 일본 상선을 찾아 수많은 출격을 했지만, 그다지 성공을 거두지는 못했다.
로시야는 블라디보스토크 순양함 함대의 다른 장갑순양함과 함께 1904년 8월에 여순항에 항해하는 태평양 함대의 주요 부분으로 쓰시마 해협에서 랑데부를 만들려고 했으나 지연되었고 항구로 귀환해야 했다. 그들은 돌아가는 길에 그들과 기지 사이에 4대의 장갑순양함으로 이루어진 일본 함대를 만났다. 일본은 러시아에서 가장 오래된 러시아 함선 류리크를 침몰시켰고 로시야와 그로모보이는 울산 해전 동안 손상을 당했지만, 두 척의 러시아 배는 두 달 만에 수리되었다.
전쟁이 끝난 후 로시야는 크론슈타트로 돌아와 3년간 재정비를 받으며 군비를 강화했다. 로시야는 1914년에 기뢰 레일을 장착하고, 제1차 세계 대전 중에 2척의 독일 경순양함을 손상시킨 기뢰필드 1개를 장착했다. 로시야는 1915년 후반부터 군비를 강화하기 위해 재건축되었지만 1917년에 승무원이 혁명 활동에 참여하게 됨에 따라 전쟁 중에는 아무런 역할을 하지 못했다. 1917년 후반에 볼셰비키가 인계를 받았다. 1918년에 판매되었고, 1922년 해체 처분용으로 판매되었다.

## 설계
로시야는 원래 장갑순양함 류리크를 복제하려 했지만, 해군은 배의 더 많은 부분에 장갑을 덮기를 원했다. 그러나 이러한 설계는 1892년 후반과 1893년 초에 여러 가지 변화를 겪었으며 최근에 출시된 수많은 기술 발전이 통합되었다. 한 가지 주목할 만한 변화는 류리크에서 항해 장비를 없앤 것이었다.

### 일반 특성
로시야는 전체 길이는 488 피트(147.8 m)였다. 로시야의 최대 선폭은 20.9m였고, 흘수는 8m였다.

## 참고 문헌
- Brook, Peter (2000). 〈Armoured Cruiser vs. Armoured Cruiser: Ulsan 14 August 1904〉.   Preston, Antony. 《Warship 2000–2001》. London: Conway Maritime Press. ISBN 0-85177-791-0.
- Robert Gardiner, 편집. (1979). 《Conway's All the World's Fighting Ships 1860–1905》. Greenwich: Conway Maritime Press. ISBN 0-8317-0302-4.
- Gardiner, Robert; Gray, Randal, 편집. (1984). 《Conway's All the World's Fighting Ships: 1906–1922》. Annapolis: Naval Institute Press. ISBN 0-85177-245-5.
- McLaughlin, Stephen (1999). 〈From Ruirik to Ruirik: Russia's Armoured Cruisers〉.   Preston, Antony. 《Warship 1999–2000》. London: Conway Maritime Press. ISBN 0-85177-724-4.
- Watts, Anthony J. (1990). 《The Imperial Russian Navy》. London: Arms and Armour. ISBN 0-85368-912-1.